# Перегонцев, Владимир Семёнович
Владимир Семёнович Перегонцев (1 января 1949, Нижний Тагил, Свердловская область) — советский футболист, защитник, впоследствии детский тренер. Мастер спорта СССР.

## Биография
Воспитанник футбольной школы «Металлург»/«Уралец» (Нижний Тагил). В 1966 году в составе «Уральца» начал выступать на взрослом уровне в классе «Б».
В 1968 году перешёл в «Уралмаш». В том же сезоне команда стала победителем первой лиги, однако футболист провёл только 4 матча. На следующий год сыграл 3 игры в высшей лиге, дебютный матч провёл 30 мая 1969 года против ЦСКА. После вылета из высшей лиги продолжал играть за «Уралмаш» и со временем стал игроком основного состава.
В 1972 году перешёл в московский «Локомотив», провёл в команде 6 сезонов. Сыграл в первенствах страны 140 матчей за железнодорожников — по 70 в высшей и первой лигах. Победитель первой лиги 1974 года. Выступал за сборную РСФСР и вторую сборную СССР.
С 1978 года в течение четырёх сезонов выступал за воронежский «Факел». Победитель зонального турнира второй лиги 1978 года. В конце карьеры играл за московскую «Красную Пресню» и кировское «Динамо».
После окончания игровой карьеры стал тренером. Окончил МОГИФК (1990). В 1984—1985 годах входил в тренерский штаб московского «Локомотива». Затем много лет работал детским тренером в московской школе «Трудовые резервы», одно время был директором школы. Выступал за команду ветеранов «Локомотива» и тренировал её.